# Avro 527
El Avro 527 fue el último caza biplaza de Avro derivado desde el diseño básico del Avro 504. Fue construido a principios de 1916 para ser probado por el Real Cuerpo Aéreo (RFC), con las características del Avro 504G del Real Servicio Aéreo Naval (RNAS), pero con un motor mucho más potente; no entró en producción.

## Diseño y desarrollo
El Avro 504G del RNAS era una versión con motor rotativo Gnome de 60 kW (80 hp) del Avro 504B, con ametralladoras Vickers de fuego frontal y una ametralladora Lewis montada en un afuste de anillo Scarff en la cabina trasera. El Avro 527 era una versión derivada equivalente de caza biplaza de reconocimiento del 504, pensada para el RFC, con el mucho más potente motor refrigerado por agua Sunbeam Nubian de 110 kW (150 hp). Utilizaba las alas de un 504K estándar y un tren de aterrizaje monoeje de patín central. La mayor parte de los 504 navales había sido equipada con un empenaje vertical con una generosa aleta fija, en contraste con las máquinas del RFC, que llevaban el timón completamente móvil con forma de coma, y el 527 retuvo el empenaje usado por los 504 del RNAS. La instalación motora era muy diferente a la de otros 504, con dos altos tubos de escape casi verticales, uno por cada bloque del Nubian V8, descargando justo por encima del ala superior. Su radiador estaba montado de canto (longitudinalmente) entre las alas, justo detrás del motor.
El 527 voló por primera vez en algún momento de 1916. Se consideró una versión con alas de envergadura aumentada en 1,83 m, el 527A, pero no hay registros de que volase.

## Historia operacional
Cuando fue probado por el RFC, los pilotos encontraron que no ascendía bien y que la visión era obstruida por el gran motor, su radiador y sus tubos de escape. Como resultado, no hubo producción y sólo se construyó un avión.

## Variantes
527
Caza biplaza con motor Sunbeam Nubian, uno construido.
527A
Versión del 527 con envergadura aumentada, no construida.

## Operadores
Reino Unido
- Real Cuerpo Aéreo

## Especificaciones
Referencia datos: Avro Aircraft since 1908

### Características generales
- Tripulación: Dos (piloto y artillero)
- Envergadura: 11 m (36 ft)
- Planta motriz: 1× motor lineal V8 refrigerado por agua Sunbeam Nubian.
  - Potencia: 110 kW (152 HP; 150 CV)
- Hélices: Bipala de madera de paso fijo

### Rendimiento
- Velocidad máxima operativa (Vno): 166 km/h (103 MPH; 90 kt) [4]

### Armamento
- Ametralladoras: 

  - 1x Lewis de 7,7 mm en montaje trasero

## Aeronaves relacionadas

### Secuencias de designación
- Secuencia Numérica (interna de Avro): ← 519 - 521 - 523 - 527 - 528 - 529 - 530 →